# Adrianus Franciscus Theodorus van der Heijden

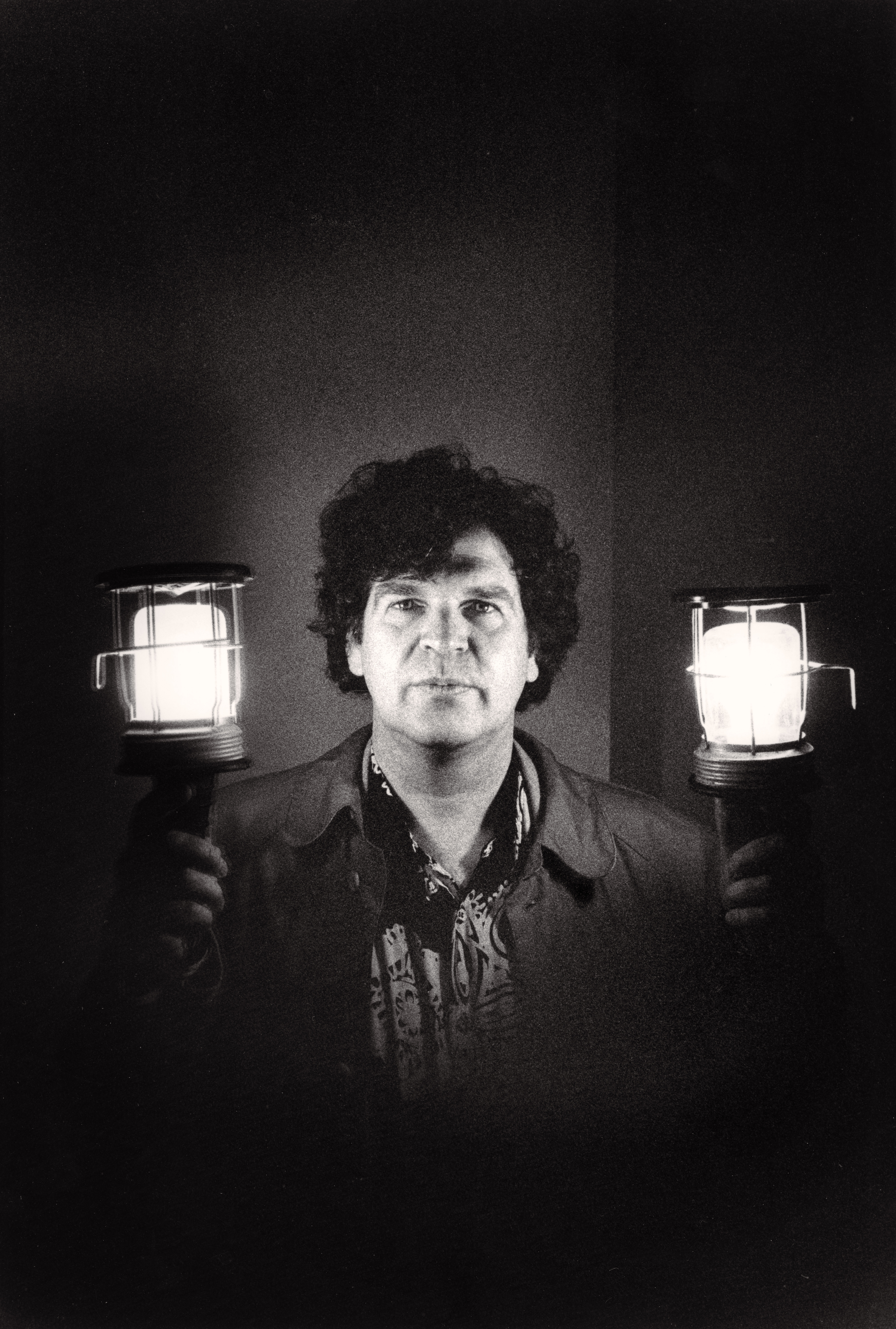
A.F.Th. van der Heijden (1996)

A.F.Th. van der Heijden (n. 15 octombrie 1951, Geldrop) este un scriitor neerlandez.